# Lobeck-Gletscher
Der Lobeck-Gletscher ist ein 6 km langer Gletscher im ostantarktischen Viktorialand. In der Saint Johns Range fließt er in nordöstlicher Richtung zwischen dem Rutherford Ridge und dem Kuivinen Ridge. Er endet auf Felsenkliffs oberhalb des Miller-Gletschers, von denen nur wenig seiner Eismassen den Miller-Gletscher erreicht.
Das Advisory Committee on Antarctic Names benannte ihn 2008 nach dem US-amerikanischen Geologen und Geographen Armin Kohl Lobeck (1886–1958), der von 1929 bis 1954 an der Columbia University unterrichtet und 1939 ein Standardwerk zur Geomorphologie verfasst hatte.